# Vasîlivșciîna, Bilopillea
Vasîlivșciîna (în ucraineană Василівщина) este un sat în comuna Hurînivka din raionul Bilopillea, regiunea Sumî, Ucraina.

## Demografie
Componența lingvistică a localității Vasîlivșciîna
     Ucraineană (97,5%)
     Rusă (2,5%)
Conform recensământului din 2001, majoritatea populației localității Vasîlivșciîna era vorbitoare de ucraineană (97,5%), existând în minoritate și vorbitori de rusă (2,5%).